# Boise City (Oklahoma)
Boise City ist eine Stadt in Oklahoma in den USA und der Verwaltungssitz des Cimarron County. Das U.S. Census Bureau hat bei der Volkszählung 2020 eine Einwohnerzahl von 1.166 ermittelt.
'Boise' wird Beuß [bɔis] ausgesprochen, im Unterschied zur gleich geschriebenen Hauptstadt von Idaho, die Beußi [ˈbɔisi] ausgesprochen wird.

## Geographie
Boise City hat eine Fläche von 3,3 km2. Es liegt im Oklahoma Panhandle zwischen Colorado und Texas. Es liegt in den Great Plains der USA, einem trockenen Prairiegebiet.
|                        | Jan  | Feb  | Mär  | Apr  | Mai  | Jun  | Jul  | Aug  | Sep  | Okt  | Nov  | Dez  |   |       |
| Mittl. Temperatur (°C) | 1,7  | 3,1  | 7,2  | 12,1 | 17,4 | 22,8 | 25,6 | 24,7 | 20,1 | 13,6 | 7,0  | 1,6  | ⌀ | 13,1  |
| Mittl. Tagesmax. (°C)  | 10,2 | 11,7 | 16,4 | 21,1 | 26,0 | 31,3 | 33,9 | 32,6 | 28,5 | 22,5 | 15,9 | 9,7  | ⌀ | 21,7  |
| Mittl. Tagesmin. (°C)  | −6,7 | −5,6 | −1,9 | 3,2  | 8,8  | 14,2 | 17,2 | 16,8 | 11,8 | 4,7  | −1,8 | −6,5 | ⌀ | 4,6   |
|                        |      |      |      |      |      |      |      |      |      |      |      |      |   |       |
| Niederschlag (mm)      | 12,2 | 10,9 | 31,2 | 32,8 | 54,4 | 75,9 | 67,6 | 84,8 | 39,9 | 35,1 | 15,0 | 17,0 | Σ | 476,8 |

| −6,7 |

| −5,6 |

| −1,9 |

| 3,2 |

| 8,8 |

| 14,2 |

| 17,2 |

| 16,8 |

| 11,8 |

| 4,7 |

| −1,8 |

| −6,5 |

| −6,7 |

| −5,6 |

| −1,9 |

| 3,2 |

| 8,8 |

| 14,2 |

| 17,2 |

| 16,8 |

| 11,8 |

| 4,7 |

| −1,8 |

| −6,5 |

## Bevölkerung
Nach der Volkszählung von 2000 hatte Boise 1.483 Einwohner, 610 Haushalte und 400 Familien. Die Bevölkerungsdichte betrug 449,4 Einwohner je km2. Die Bevölkerung bestand aus 81,66 % Weißen, 0,20 % Afroamerikanern, 1,69 % Indianern ("Native American"), 0,27 % Asiaten, 13,35 % anderen Gruppen und 2,83 % Menschen gemischten Ursprungs. Unabhängig von der Hautfarbe galten 21,04 % als Hispanics (Spanischsprachige).
Von den 610 Haushalten hatten 29,8 % Kinder unter 18 Jahren, 55,1 % bestanden aus Ehepaaren, 33,1 % aus Singles, 18,4 % aus Alleinstehenden über 65 Jahre. Die durchschnittliche Haushaltsgröße betrug 2,36 und die durchschnittliche Familiengröße 2,99 Personen.
26,2 % der Bevölkerung waren unter 18 Jahre, 6,6 % 18 bis 24, 21,7 % 25 bis 44, 24,3 % 45 bis 64 und 21,2 % 65 und älter. Auf 100 Frauen kamen 90,4 Männer.
Das Durchschnittseinkommen betrug 30.071 US-Dollar. 14,7 % der Familien und 19,1 % der Bevölkerung lebten unterhalb der Armutsgrenze.

## Geschichte
Boise City wurde 1908 von J.E. Stanley und A.J. Kline gegründet, die es als elegante, von Bäumen gesäumte Stadt mit festen Straßen, vielseitigem Gewerbe, Eisenbahnanschluss und natürlichen Brunnen anpriesen. Sie verkauften 3000 Parzellen an Siedler, die bei ihrer Ankunft feststellen mussten, dass keine dieser Behauptungen zutraf. Stanley und Kline wurden wegen Betrugs verurteilt.
Die Siedlung entstand aber gleichwohl und hatte 1920 250 Einwohner. Boise litt in den 30er Jahren unter den Staubstürmen im Dust Bowl, was seine Entwicklung vorübergehend hemmte.

## Bekannte Einwohner
- Vera Miles (* 1929), Schauspielerin, hier geboren